# La vida abismal
La vida abismal es una película española dirigida por Ventura Pons. El 22 de mayo de 2006 comenzó el rodaje de la película.

## Argumento
Ferran (José Sospedra) es un joven de 21 años que pierde la ilusión por vivir. Se quiere independizar como sea pero no tiene dinero para ello, hasta que conoce a El Chino (Óscar Jaenada), un jugador de cartas.

## Comentarios
Película ambientada en 1972 en Valencia.
Basada en la novela finalista del Premio Planeta 2004 La vida en el abismo, del escritor valenciano Ferran Torrent, aunque ses sustituye el apodo de El Rubio por El Chino, tal como le llamaban a Óscar Jaenada de pequeño.